# Ruy Coelho
Ruy Coelho (Alcácer do Sal, 3 de março de 1889 — Lisboa, 5 de maio de 1986) foi um compositor, professor de música e maestro português. É considerado o principal dinamizador da ópera portuguesa do século XX.

## Biografia
Ruy Coelho, nasceu em 3 de Março de 1889 em Alcácer do Sal (distrito de Setúbal).
A sua formação teve início em Alcácer do Sal, na banda da Sociedade Filarmónica Progresso Matos Galamba, que deve o seu nome ao padre Francisco Matos Galamba, um dos principais impulsionadores da ida do músico para o Conservatório de Lisboa, onde estudou entre 1904 e 1909 (piano, composição, flauta e contraponto) com os professores Alexandre Rey Colaço, Frederico Guimarães, Tomaz Borba e António Taborda, entre outros. E conclui-se entre 1910 e 1913 em Berlim com Humperdinck, Max Bruck, Einsenberg (Piano) e Schönberg, e em Paris com Paul Vidal.
Em Berlim compôs algumas obras inovadoras no contexto da música portuguesa da época, como:
- “Oh! Virgem que passais ao Sol Poente”, o primeiro Lied português, com soneto de António Nobre;
- "Sonata nº 1 para piano e violino”, a primeira obra de câmara portuguesa com escrita harmónica moderna;
- “Princesa dos Sapatos de Ferro”, o primeiro bailado português;
- "Sinfonia Camoneana nº1", a primeira obra portuguesa dodecafónica, politonal, e em que foi empregue a atonalidade.

Uma vez terminada a edição da Sinfonia Camoneana n.º 1, em Berlim, volta a Lisboa, onde em 10 de Junho de 1913, com apenas 24 anos, participaria (tocando órgão) e acompanhado por cerca de quinhentos executantes, o maior conjunto coral sinfónico reunido até esse momento em Portugal, na estreia da mesma, numa récita de gala no Teatro S. Carlos, precedida de conferência do ex-Presidente Teófilo Braga.

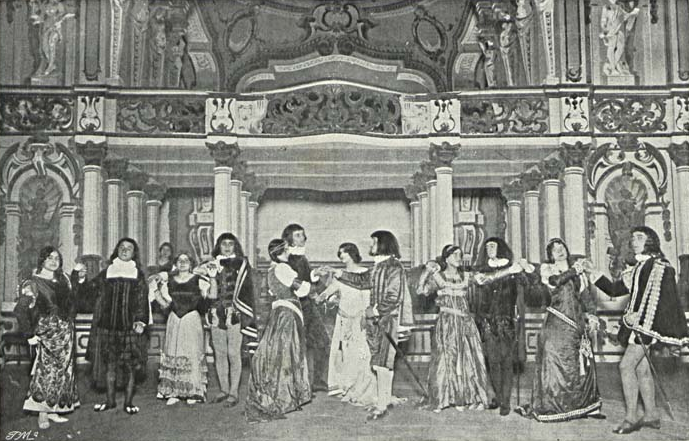
O Serão da Infanta, no Teatro Nacional de São Carlos

Em 1 de Dezembro de 1913, estreia no Teatro S. Carlos e na presença das mais altas individualidades como Manuel de Arriaga e Afonso Costa, o "Serão da Infanta", que seria a primeira ópera portuguesa cantada em português na estreia. Com libretto de Teófilo Braga. 
Em 1917 assina o manifesto a publicitar a vinda dos Ballets Russes a Lisboa, com os seus amigos Almada Negreiros e José Pacheco. Nessa altura já tinham programado juntos seis bailados. Dois dos quais já tinham sido executados em casas particulares e outros dois seriam levados a cena em 1918 no S. Carlos: o "Bailado do Encantamento" e "Princesa dos Sapatos de Ferro". O primeiro com mise-en-scène de Almada (no I acto) e o segundo com mise-en-scène e figurinos de Almada (que também dançou dois dos personagens, a Bruxa e o Diabo). Segundo relatos da época, o espectáculo terá sido muito concorrido e bem recebido pelo público, tendo sido presenciado por Sidónio Pais. 
Em 1919 e 1922 viaja para o Brasil onde são exibidas por diversas vezes as suas obras, a Sinfonia Camoneana nº 5 foi uma encomenda da cidade de São Paulo.
Pela sua ópera Belkiss recebe, em 1924, o 1.º prémio no "Concurso Nacional de Música", de Espanha.
Bem ao jeito da época, Ruy Coelho ambicionava com a sua obra dar "expressão musical à alma da nação" tendo, em muitas das suas composições, utilizado temas identificados com o imaginário nacionalista, como as cinco Sinfonias Camoneanas, as Óperas sobre textos de Gil Vicente ou a Ópera D. João IV , que compõe em 1940 para as Comemorações centenárias da Independência de Portugal com libreto da autoria do poeta João da Silva Tavares, entre outras. Afirmava não seguir nenhuma corrente, nem ter ideias pré concebidas e limitadoras sobre processos, sistemas ou teorias técnicas ou estéticas, quando compunha as suas obras, interessando-lhe tão só conseguir exprimir o que sentia sobre determinado tema.
Embora sendo um compositor muito conotado com o antigo regime era na verdade monárquico, pois fez parte do movimento conhecido pelo "Grupo do Tavares", e é importante ter em atenção que, quando em 1926 é implantado o Estado Novo, já tinha levado ao S. Carlos pelo menos onze obras da sua autoria e já tinha sido premiado em Madrid. É certo que beneficiou, como muitos outros artistas, das políticas culturais de António Ferro, com quem até já tinha colaborado em 1924, tocando as suas músicas nas conferências "A Idade do Jazz Band".
Defendeu, através de vários artigos e pequenos livros, a música erudita portuguesa e a ópera cantada em português (considerando que à semelhança do que se passava na Alemanha, França e Inglaterra, as óperas deviam ser cantadas na língua do país onde eram exibidas). Argumentava que o contrário, era não só provinciano como prejudicial aos interesses da arte e do público, que não percebia verdadeiramente o que estava a ver e ouvir. 
Em 1942 e 1943 dirige a Orquestra Filarmónica de Berlim no Coliseu, regendo excertos da sua Ópera Tá-Mar.
Em 1946 dirige a Orquestra da Rádio de Espanha, em Madrid, regendo Passeios d’Estio e Concerto para Piano e Orquestra n.º 1.
Em 1949 dirige a Orquestra Colonne, na sala Gavean em Paris, regendo Rondó Alentejano, Jardim Chimérico, Noites nas Ruas da Mouraria, Passeios d’Estio, Feira, 6 Canções Populares Portuguesas e Peninsulares.
Durante a década de 1940 colabora como compositor em diversas produções da Companhia Portuguesa de Bailado Verde Gaio.
Envolveu-se em várias polémicas, como era típico no meio artístico da época: a primeira, com apenas vinte e um anos, quando, durante uma curta estadia em Lisboa, toma conhecimento do êxtase da crítica perante uma sonata de Luís de Freitas Branco, e reage, acusando-o de ter copiado César Franck, demonstrando os seus argumentos ao piano no Salão Nobre do Conservatório; com vinte e quatro anos, com o governo de Afonso Costa, devido ao episódio do "Serão da Infanta"; posteriormente, com várias Direcções do Conservatório, que acusa de incompetência, de má gestão, e até de apropriação de bens públicos; com a Direcção do S. Carlos, já durante o Estado Novo, por não cumprir a lei que obrigava a uma determinada percentagem de exibições de música portuguesa; com Lopes Graça, que inicialmente o "aplaudira entusiasticamente", e outros da Revista Seara Nova, que o atacaram e com quem trocou livros recheados de insultos. 
Recebeu os elogios de compositores como Falla, que muito admirava e com quem trocava partituras por correspondência, bem como de inúmeros críticos, e de músicos, cantores, cenógrafos, escritores que com ele colaboraram. 
Exibiu as suas obras por todo o país, levando a música erudita a locais tão improváveis na época como: Amadora, Almada, Aveiro, Alcácer, Beja, Covilhã, Évora, Funchal, Santarém, e tantos outros, fazendo o mesmo em vários países europeus e sul-americanos, levando por exemplo, em 1959, as primeiras companhias portuguesas de ópera a Paris, e em 1961 a Madrid.
Segundo José Blanc de Portugal, a obra orquestral de Ruy Coelho terá sido mais divulgada no estrangeiro do que em Portugal.
Além de ter composto música para os filmes "Alla-Arriba!" de 1942 e "Camões" de 1946, ambos de Leitão de Barros, ou "Rainha Santa", uma co-produção luso-espanhola, Ruy Coelho escreveu manifestos, livros, crónicas e críticas em jornais, a maioria no Diário de Notícias, onde colaborou durante muitos anos e de onde foi saneado por Saramago durante o PREC (voltando a escrever, de 1979 a 83, umas crónicas intituladas "Histórias da Música").
Foi pianista, muitas vezes empresário dos seus concertos ou edições, maestro, mas foi, fundamentalmente, compositor, tendo escrito obras musicais de vários géneros.
Para além de Óperas e Bailados, Música Sinfónica e de Câmara, Lieder e Música Religiosa, até curiosamente o Hino da Cidade de Lisboa e o famoso Fado de Coimbra "O Beijo", sobre poema de Afonso Lopes Vieira, que tendo sido popularizado por António Menano, é por vezes erradamente atribuído a esse célebre fadista.
Conhecem-se colaborações suas na revista Atlântida  (1915-1920).
Em 1965 foi feito Comendador da Ordem Militar de Sant'Iago da Espada, a 12 de janeiro, com decreto de concessão datado de 14 de dezembro de 1964.
Ruy Coelho morreu em 5 de Maio de 1986, em Lisboa.